# George Simpson (Kaufmann)

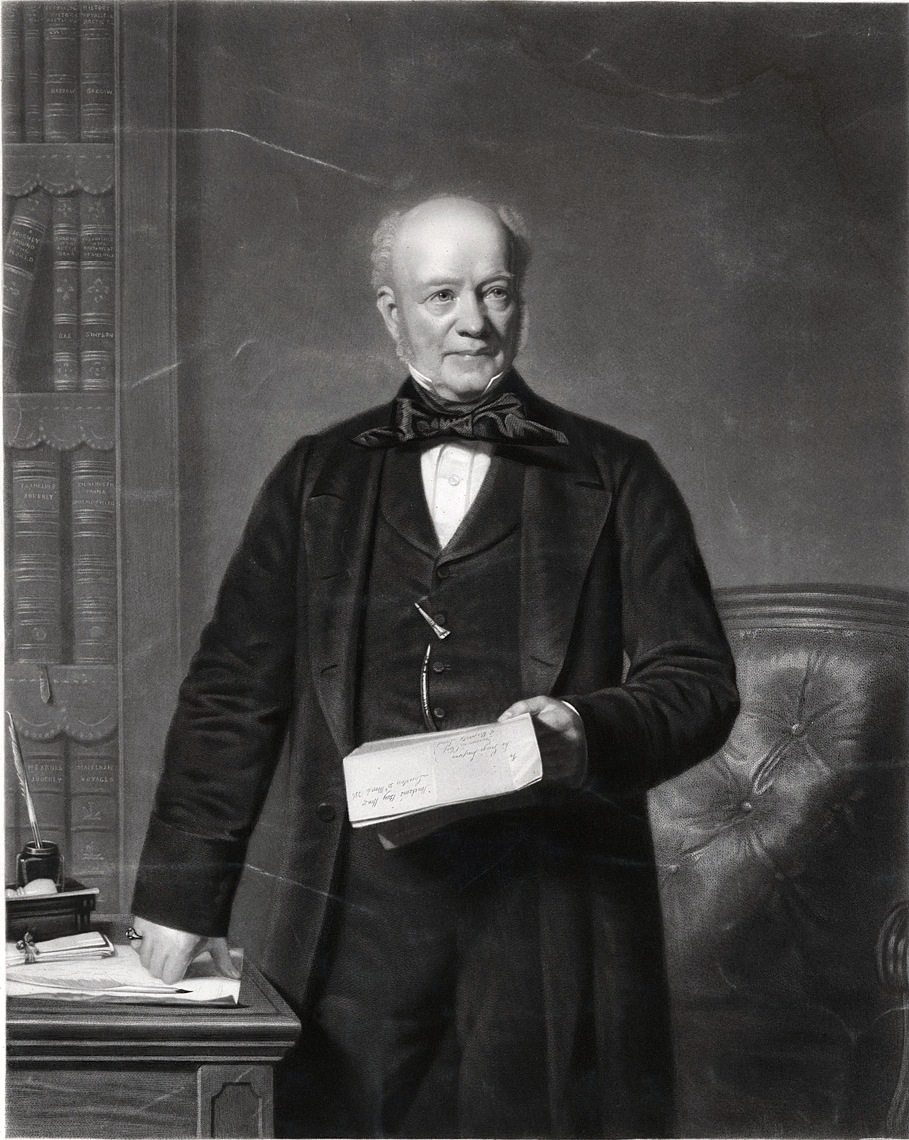
Sir George Simpson, 1857

Sir George Simpson (* 1786 oder 1787 in Loch Broom, Schottland; † 7. September 1860 in Montreal) war Gouverneur von Rupert’s Land für die Hudson’s Bay Company in Kanada von 1821 bis 1856. Er war verantwortlich für die Reorganisation des gesamten Fellhandels in Britisch-Nordamerika (heutiges Kanada) nach dem Zusammenschluss der HBC mit der North West Company.
George Simpson wuchs in Dingwall, Ross-shire, Schottland auf und war der einzige Sohn von Sir George Simpson, einem Schriftsteller. Er wurde von seinem Vater, seiner Großmutter Isobel Mackenzie und seinen beiden Tanten Jean und Mary Mackenzie erzogen. 1808, als er etwa sechzehn Jahre alt war, ging er nach London, wo er im Handelshaus Graham and Simpson seines Onkels Geddes Mackenzie Simpson eine Lehre erhielt. Seine kaufmännischen Fähigkeiten beeindruckten den Partner dieses Handelshauses, Andrew Colvielle, der außerdem einen großen Einfluss innerhalb der Hudson’s Bay Company (HBC) hatte. Colville ermutigte Simpson, sich beim Londoner Büro des HBC zu bewerben. Bereits 1821 war Simpson der Leiter der nördlichen Abteilung der HBC. Simpson war außerdem verantwortlich für den Zusammenschluss des HBC mit der North West Company 1821.
Simpson lehnte es ab, die Geschäftstätigkeiten nur von London aus zu leiten, sondern hielt sich auch in Montreal und dem Red River Settlement auf. Da er ausgesprochen reisewillig war, besuchte er auch Außenposten des Pelzhandels in ganz Nordamerika. Berüchtigt war er für das hohe Reisetempo, mit dem er zwischen den einzelnen Außenstellen hin und her reiste.
In Anerkennung seiner Verdienste innerhalb der HBC wurde Simpson 1841 durch Königin Victoria als Knight Bachelor in den Ritterstand erhoben. Er setzte sich auch für die Förderung der Kunst ein und förderte unter anderem den kanadischen Maler Paul Kane, der in seinen Skizzen und Ölgemälden das Leben der Indianer und Métis im Westen Kanadas festhielt.
In den Jahren 1841 und 1842 machte Simpson eine Reise um die nördliche Erdhalbkugel weitgehend über Land, die in seinem 1847 in Philadelphia erschienenen Buch An overland journey round the world beschrieben ist. Die Reise führte ihn ausgehend von London über den Atlantik in westlicher Richtung weitgehend über Land durch Kanada, Sibirien und Russland nach St. Petersburg und per Schiff zurück nach London.
Simpson starb 1860 in Montreal und liegt dort auf dem Friedhof Mont-Royal begraben.
Die kanadische Bundesregierung ehrte ihn am 19. Mai 1927 für sein Wirken dadurch, dass sie ihn zu einer „Person von nationaler historischer Bedeutung“ erklärte. Auf Grund geänderter Werte und Einstellungen befindet sich diese Würdigung, neben zahlreichen anderen, jedoch in der Überprüfung.